# Lichtenberg (elsässisches Adelsgeschlecht)

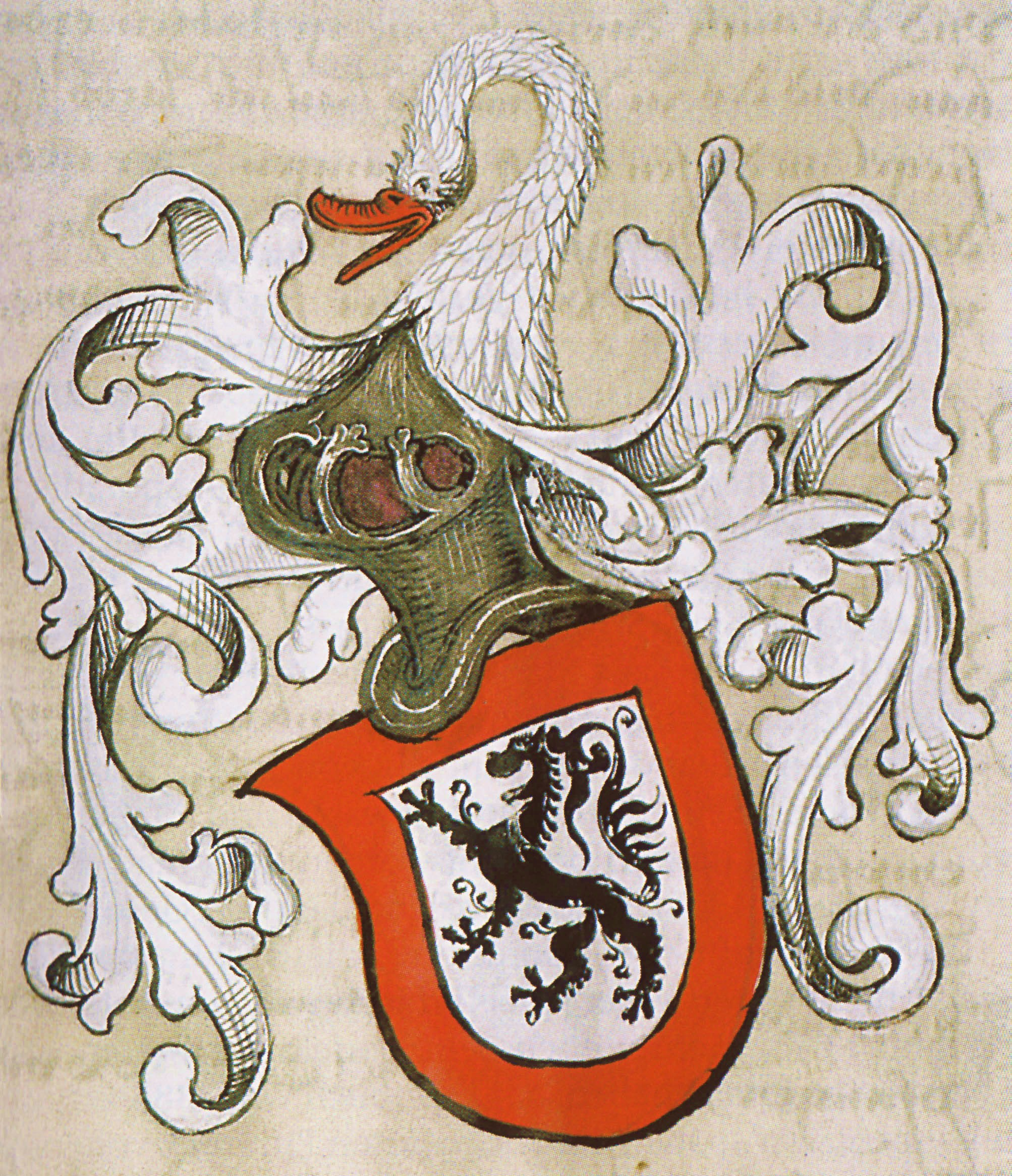
Wappen der Herren von Lichtenberg

Die Herren von Lichtenberg waren ein elsässisches Adelsgeschlecht, das vorwiegend im Unterelsass im Umfeld der Städte Straßburg und Hagenau begütert war. Im ausgehenden Mittelalter gelang es den Lichtenbergern durch konsequente Territorialpolitik eine Vorherrschaft in diesem Gebiet einzunehmen. Ausgerichtet auf Straßburg hatten sie seit 1249 die Vogtei über die Stadt inne und stellten für dessen Diözese drei Bischöfe und zahlreiche Domherren. Das Geschlecht starb 1480 im Mannesstamm aus.

## Herkunft

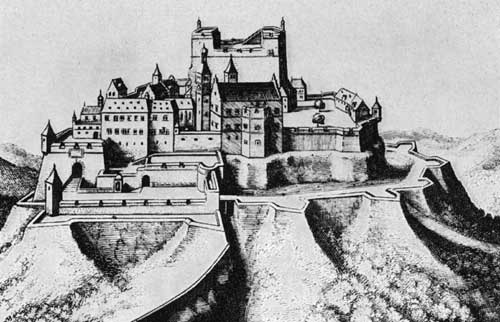
Burg Lichtenberg nach einem Stich von Merian

Die Herkunft der Herren von Lichtenberg bleibt im Dunklen. Für die Zeit vor dem 13. Jahrhundert fehlen Quellen. Als die urkundliche Überlieferung an der Wende vom 12. zum 13. Jahrhunderts einsetzt, nehmen sie im Unterelsass bereits eine wichtige Stellung ein. Ein Albert von Lichtenberg wird erstmals 1197 bezeugt und von einigen der Familie zugeordnet. Allerdings wird mit guten Argumenten auch angenommen, dass er nicht zu der Familie der Elsässer, sondern der Pfälzer Lichtenberger gehörte. Die in der Literatur behauptete Verwandtschaft der Lichtenberger zu den Herren von Hüneburg ist ebenfalls nicht nachweisbar. Von Anfang an werden sie als „nobilis viri“ bezeichnet, nie als „ministerialis“, gehörten also dem Uradel an. Da die Heiratsbeziehungen der Familie in der Folgezeit ganz überwiegend rechtsrheinisch orientiert sind, spricht einiges dafür, dass die Familie, die in dieser Zeit eng mit den Staufern kooperierte, unterstützt durch diese im Unterelsass Fuß fasste.
Ein erstes gesichertes Familienmitglied tritt mit Rudolf von Lichtenberg auf, der 1203 als Domherr des Bistums Straßburg genannt wird. Sein Bruder Ludwig I. (erwähnt ab 1206, † 1252) ist der Stammvater des Adelsgeschlechts der Herren von Lichtenberg, benannt nach der Burg Lichtenberg.

## 13. Jahrhundert
Um 1230 errichten die Lichtenberger ihre „Stammburg“ Lichtenberg. Mit dem Schwinden der staufischen Macht lehnten sie sich eng an das Bistum Straßburg an: Von 32 männlichen Familienmitgliedern, die die Volljährigkeit erreichten, 15 Mitglieder des Straßburger Domkapitels und drei wurden zu Bischöfen von Straßburg gewählt:
- Konrad III. von Lichtenberg, Bischof von Straßburg 1273–1299
- Friedrich I. von Lichtenberg, Bischof von Straßburg 1299–1306
- Johann II. von Lichtenberg, Bischof von Straßburg 1353–1365

Insgesamt stellte die Familie fünf Bischöfe. Neben den drei genannten in Straßburg waren das:
- Sigibodo II., 1291: Propst zu St. Viktor, Bischof von Speyer 1302–1314
- Hermann II. (1314, † 1335), Kanzler von Kaiser Ludwig dem Bayern und Bischof von Würzburg 1333–1335

1249 erlangten die Lichtenberger das Amt des Vogtes über die Stadt Straßburg. 1259 verlieh der letzte Staufer, Konradin, Ludwig II. von Lichtenberg das Amt des Landgrafen im Unterelsass – allerdings mit der Einschränkung, dass Ludwig II. sich auf eigene Kosten selbst des Amtes bemächtigen müsse: Sowohl die Macht Konradins als auch die eines Landgrafen des Unterelsass reichten damals nicht mehr sehr weit.
In der Schlacht bei Göllheim kämpfte Johann I. von Lichtenberg auf der Seite des Siegers, Albrecht von Habsburg. Das brachte auch ihm unter anderem die Stellung eines Landvogts im Elsass ein.

## Dynastische Gegebenheiten
Zur Familienwürde gehörten seit 1249 das Amt des Vogtes von Straßburg und ab 1358 das Amt des Marschalls des Erzbischofs von Straßburg.
Zwei Mal kam es zu einer Teilung der Herrschaft Lichtenberg, weil mehr als ein erbberechtigter Nachkomme vorhanden war. 1252 teilte sich nach dem Tod von Ludwig I. die Herrschaft zunächst mit zwei seiner Söhne in die beiden Linien:
- Heinrich II. (erwähnt ab 1249, † 1269), „Ältere Linie“, und
- Ludwig II. (erwähnt ab 1249, † 1271)

Die Teilung erfolgte zunächst nur genealogisch. Erst etwa 80 Jahre später – um 1330, das genaue Datum ist nicht bekannt – wurde auch hinsichtlich des Territoriums und der Rechte eine Realteilung zwischen Johann II. von Lichtenberg von der Älteren Linie und Ludwig III. von Lichtenberg vorgenommen. Ludwig III. war zugleich auch Vormund für seinen noch minderjährigen Neffen, Simund von Lichtenberg, Sohn seines bereits 1324 verstorbenen älteren Bruders, Johann III. von Lichtenberg. Um einem innerfamiliären Konflikt vorzubeugen, teilte Ludwig III. die von ihm aus der vorangegangenen Teilung übernommene Hälfte der Herrschaft Lichtenberg 1335 nochmals zwischen seinem Sohn und Nachfolger, Heinrich IV. von Lichtenberg, und seinem Neffen Simund. Simund begründete so die mittlere Linie der Familie, Ludwig III. und sein Sohn Heinrich IV. die jüngere Linie des Hauses Lichtenberg. Die mittlere Linie residierte in Buchsweiler, die jüngere Linie in Lichtenau. Letztere nannte sich auch nach dem neuen Residenzort. Mehrfach kam es in der Folge zu weiteren Verträgen darüber, welchem Familienzweig welcher Anteil an der Herrschaft zustand, so 1337, 1341, 1342, 1344 und 1346. Ergänzend kam es zu zwei Erbverträgen auf Gegenseitigkeit, 1361 zwischen der mittleren und der jüngeren Linie, 1362 dann auch mit der älteren Linie.
1390 starb die ältere Linie mit Konrad II. von Lichtenberg, 1405 die mittlere mit Johann IV. (dem Älteren) jeweils im Mannesstamm aus.

## Ludwig IV.
So konnte Ludwig IV. die Herrschaft 1390 wieder in einer Hand vereinigen. Allerdings erlitt er zwei schwere politische Niederlagen: Im Bündnis mit dem Straßburger Bischof führte er einen Krieg gegen Kurtrier. Dabei geriet er in Gefangenschaft. Um das Lösegeld von 30.000 Gulden aufbringen zu können, musste er ein Viertel der Herrschaft Lichtenberg an seinen Schwiegervater in spe, Markgraf Bernhard I. von Baden, verpfänden. Die zweite politische Katastrophe war eine Niederlage in einem Krieg gegen die Bürger der Stadt Straßburg. Dies führte dazu, dass er 1429 zugunsten seiner beiden noch unmündigen Söhne Jakob und Ludwig zurücktrat. Bis 1436 führte so Graf Friedrich von Mörs-Saarwerden, Schwiegervater von Jakob von Lichtenberg, eine Regentschaft.

## Ludwig V. und Jakob
Die beiden Erben, Jakob von Lichtenberg (1416–1480) und Ludwig V. von Lichtenberg (1417–1471), waren vollkommen gegensätzliche Charaktere: Der ältere Jakob interessierte sich vor allem für „Wissenschaften“, Astrologie und Alchemie. Als Ältester beanspruchte er die politische Führung der Herrschaft, nahm sie aber nicht angemessen wahr. Ludwig V. dagegen hatte das politische Talent, als jüngerer aber nicht die Führungsposition zu beanspruchen. Aus dieser Konstellation entstanden jahrelange Auseinandersetzungen und mehrere letztendlich nicht durchgehaltene Kompromisse. Andererseits arbeiteten beide bei Bedrohungen von außen aber erfolgreich zusammen und versöhnten sich kurz vor dem Tod Ludwigs 1471 wieder.
Nachdem Walpurga, die Frau Jakobs, 1450 ohne Nachkommen zu hinterlassen verstorben und ein Krieg gegen die Grafen von Leiningen im darauffolgenden Jahr für Lichtenberg erfolgreich beendet wurde, verlor Jakob zunehmend an Einfluss. Er widmete sich seinen astrologischen und alchemistischen Interessen und wandte sich privat der nicht ebenbürtigen Bärbel von Ottenheim zu. 1458 erhielt Jakob durch Kaiser Friedrich III. die Grafenwürde verliehen. 1462 kam es zum sogenannten Weiberkrieg von Buchsweiler, einen möglicherweise von Ludwig V. geschürten Aufstand gegen den Einfluss der Bärbel von Ottenheim auf die Verwaltung des Landes. In der Folge musste Jakob hinnehmen, dass sie nach Speyer ausgewiesen wurde. Jakob versuchte 1463 seine Ländereien unter den Schutz des französischen Königs Ludwig XI. zu stellen, um sie vor Machtansprüchen Ludwigs V. zu sichern, was aber folgenlos blieb. 1466 schließlich gab er auf und verzichtete auf seine Hälfte der Grafschaft gegen eine Zahlung von 1000 Gulden jährlich.

## Nachfolge

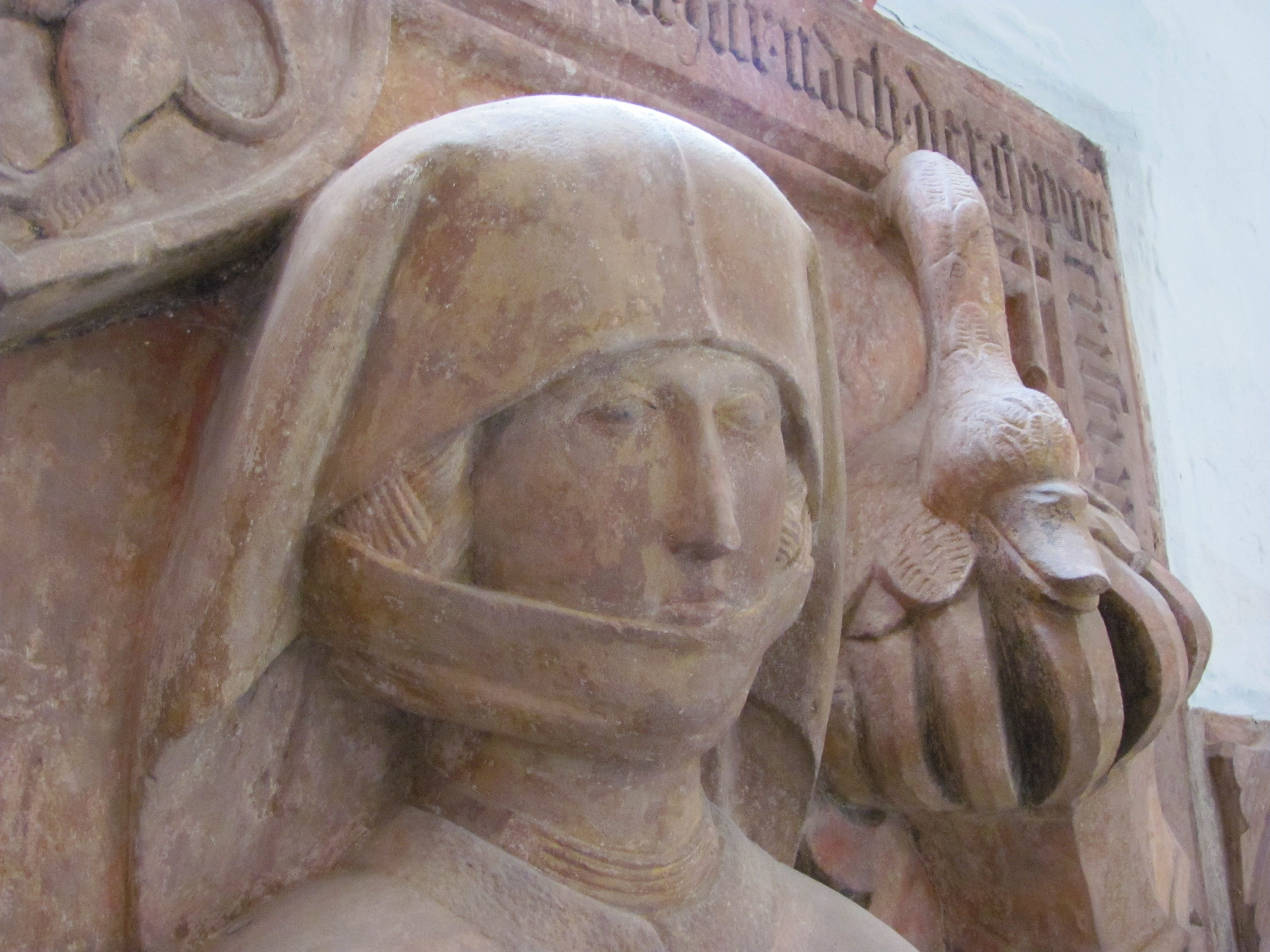
Anna von Lichtenberg auf ihrem Epitaph in der Stadtkirche von Babenhausen

Ein weiterer genealogischer Zufall führte zum Ende der selbständigen Herrschaft Lichtenberg: Jakobs Ehe blieb kinderlos und aus der Ehe Ludwigs V. gingen zwei Töchter, Anna und Elisabeth, hervor, die so „Erbtöchter“ waren und die Herrschaft Lichtenberg zu gleichen Teilen an ihre Nachkommen vererbten.
Anna heiratete Graf Philipp I., den Älteren, von Hanau-Babenhausen. Ihre Nachkommen nannten sich künftig von Hanau-Lichtenberg, im Gegensatz zur älteren Hanauer Linie, den Grafen von Hanau-Münzenberg.
Elisabeth heiratete Graf Simon IV. Wecker von Zweibrücken-Bitsch. Nach dem Aussterben dieser Linie 1570 fiel durch deren Erbe auch die zunächst an Zweibrücken gelangte Hälfte der Herrschaft Lichtenberg an Hanau-Lichtenberg.